# 폴란드 서부군

폴란드 제303전투비행중대의 문장

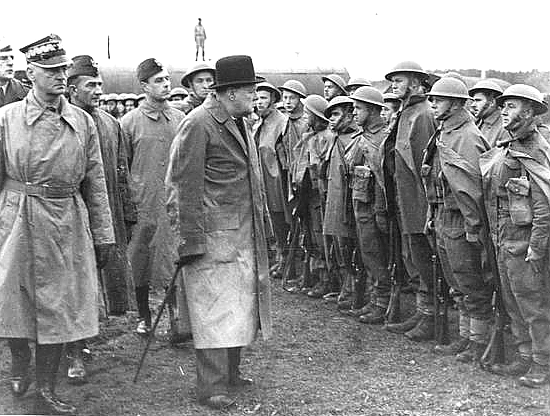
영국에 있는 폴란드 서부군을 사열하는 윈스턴 처칠 영국 수상과 브와디스와프 시코르스키(Władysław Sikorski) 장군

폴란드 서부군(폴란드어: Polskie Siły Zbrojne na Zachodzie)은 제2차 세계 대전 시기 나치 독일에 대항해서 서구 연합군과 함께 전투했던 폴란드군이다. 또한, 소비에트 연방 내에서 함께 전투했던 군은 폴란드 동부군이라고 칭한다.
폴란드 침공 이후 독일과 소련이 폴란드를 점령한 이후, 프랑스와 중동 지역에서 연합군에 소속된 폴란드군이 처음 모여 만들어졌다. 프랑스 공방전에서 프랑스가 패배한 이후, 이 군대는 영국에서 재편성되었다. 폴란드 서부군 내의 육군, 해군, 공군은 전쟁에 큰 기여를 하였다. 영국 본토 항공전에서 폴란드 서부군 내 해군과 공군이 큰 활약을 벌였다. 이후 1944년 5월 18일 이탈리아의 몬테카시노 전투에서 폴란드 국기가 계양되었다. 이 군대는 제2차 세계 대전이 끝난 후 1947년 해산되었고, 많은 퇴역군인들은 소련에게 점령된 폴란드로 돌아가기 보다는 망명하는 것을 선택했다.

## 같이 보기
- 폴란드 동부군
- 제2차 세계 대전에서 폴란드의 기여
- 서구의 배신
- 폴란드계 영국인
- 시민 노동단체
- 시코르스키의 여행가

## 참고

### 인용
1. ↑  Kwan Yuk Pan (2005년 7월 5일). “Polish veterans to take pride of place in victory parade,”. 파이낸스 타임스. 2007년 3월 18일에 원본 문서에서 보존된 문서. 2006년 3월 31일에 확인함..

### 서지
- Michael Alfred Peszke, "The British-Polish Agreement of August 1940: Its Antecedents, Significance and Consequences," Journal of Slavic Military Studies (print: ISSN 1351-8046; online: ISSN 1556-3006), Taylor & Francis Group, no. 24, 2011, pp. 648–58.